# Burton (cratera)
Burton é uma cratera marciana. Tem como característica 123 quilômetros de diâmetro. O seu nome é em homenagem a Charles Edward Burton, um astrónomo britânico.